# Brześce (Mazovia)
Brześce [pronunciación en polaco: /ˈbʐɛɕt͡sɛ/] es un pueblo en el distrito administrativo de Gmina Góra Kalwaria, dentro del Distrito de Piaseczno , Voivodato de Mazovia, en el este de Polonia. Se encuentra aproximadamente 6 kilómetros al noroeste de Góra Kalwaria, 13 kilómetros al sudeste de Piaseczno, y 26 kilómetros al sudeste de Varsovia.
El pueblo tiene una población de 850 habitantes.